# Liuminquan
Liuminquan (流民拳, Pugilato dei Rifugiati) è uno stile di arti marziali cinesi classificabile come Nanquan. È praticato dalla minoranza Hakka e quindi è un Kejiaquan.
Nella contea di Wuhuaxian (五华县), nell'area amministrativa di Meizhou (梅州), si pratica un Liuminquan che si racconta essere stato trasmesso durante l'epoca della dinastia Qing da Yuan Shoushi (袁寿士) a sua moglie Chen Yajiu (陈亚九) e grazie a questi due personaggi si sarebbe sparso nell'area.
Nell'area amministrativa di Hukouxiang (湖口鄉) questo pugilato è detenuto dalla famiglia Zhang (張家).
La scuola di Wuhuaxian possiede 41 forme: 
- Tianwang tuo ta (天王托塔, la divinità prende in mano la pagoda);
- Guo jishou (过机手);
- Jian xin (箭新);
- Long Cheshui (龙车水);
- San daozhang (三刀掌);
- Wu zhishou (乌指手);
- Fazhang chongquan (反掌冲拳);
- Zhujia paoshou (朱家炮手, L'artigliere della famigli Zhu);
- Qian chongquan (前冲拳);
- Cha shou (杈手);
- Guanyin zuo lian (观音坐莲, Guanyin seduta nella posizione del Loto);
- Meinu zhao jing (美女照镜, Le lenti della bella donna brillano);
- Guodi chou xin (锅底抽薪);
- Jiyu bian bei (鲫鱼扁背);
- Xiongying zhanchi (雄鹰展翅, L'aquila possente sbatte le ali);
- Po zhang fei zhou (颇掌飞肘);
- Jinji duli (金鸡独立, il gallo d'oro in equilibrio su una gamba);
- Ge zhang tan ti (割掌弹踢);
- Peng gou da rou (抨勾搭肉);
- Jiandao jian xue (尖刀见血, il pugnale sente il sangue);
- Jin hou qiang shi (金猴抢食la scimmia d'oro si affretta a mangiare);
- Bi jia hou tiaoqing (比佳猴调情);
- Xiannu lagong (仙女拉弓, La donna immortale tende l'arco);
- Dao pi Huashan (刀劈华山, la sciabola fende la montagna Hua);
- Fei ti you chongquan (飞踢右冲拳);
- Dao chong Paoquan (倒冲炮拳);
- Jiu zhan shou (九斩手);
- Li dao xue zhu (利刀削竹, utilizzare la sciabola per tagliare il Bamboo);
- Jiu fei zhi (九飞指, nove dita volanti);
- Wuya shai chi (乌鸦晒翅, il corvo espone le ali al sole);
- Mian zhuang (眠桩, in origine si chiamava Lao ji kai shan 老妓开膳, cioè la vecchia prostituta inizia a mangiare);
- Yinyang Baguazhang (阴阳八卦掌);
- Fei zhou (飞肘, gomito volante);
- Dandao zhiru (单刀直入);
- Tiao ji (挑击);
- Zuo xi you bo (左西右拨);
- Shangbu tan ti (上步弹踢, calcio elastico avanzando con un passo);
- Mantianxing (满天星, un cielo pieno di stelle);
- Luosiquan (螺丝拳);
- Huangfeng juan chao (黄蜂卷巢);
- Shou zhuang (收桩).

## Il Liuminquan a Taiwan
Oggi a Taiwan lo stile è rappresentato da Li Guangming (李光铭) che è una seconda generazione in quel posto e considerato direttore della scuola (Zhangmen, 掌门).
Li Guangming è anche il presidente dell'Associazione Cinese del Liuminquan (Zhonghua Liuminquan zxiehui 中華流民拳協會) che ha sede a Taipei (台北) e si occupa di diffondere e preservare questo stile.